# Abacetus angustatus
Abacetus angustatus là một loài bọ chân chạy thuộc phân họ Pterostichinae. Loài này được Johann Christoph Friedrich Klug mô tả lần đầu năm 1853 và được tìm thấy ở Malawi, Zimbabwe và Mozambique.